# 普約
普約（西班牙语：Puyo）是厄瓜多爾的城鎮，也是帕斯塔薩省的首府，位於該國中部，距離首都基多237公里，始建於1889年5月12日，海拔高度924米，每年平均降雨量4,360毫米，2001年人口24,432。

## 宗教

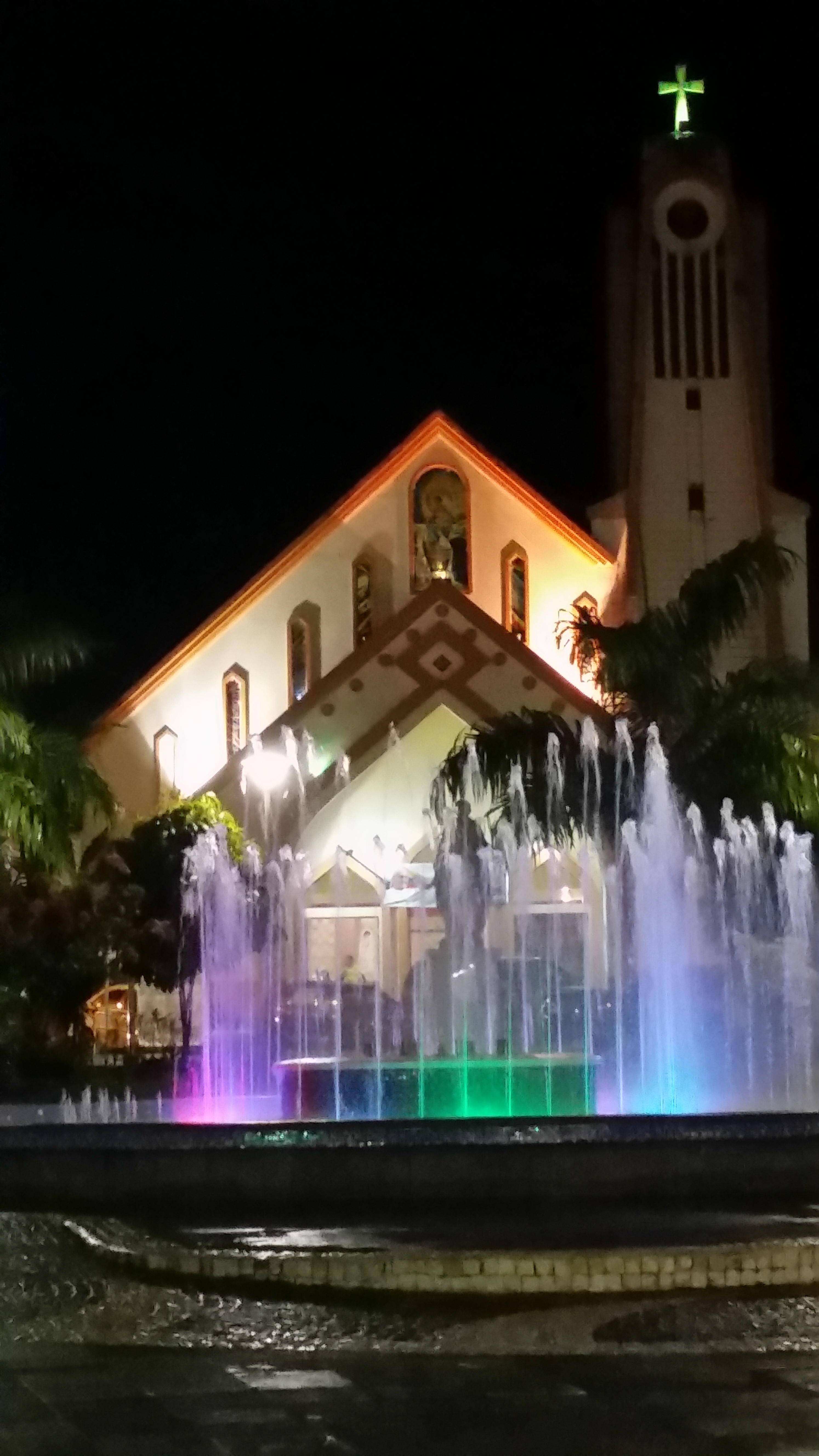
普约主教座堂

普约主教座堂位于普约市中心，建造历时四年，于1972年5月10日举行了落成仪式。该教堂是天主教普约宗座代牧区（Apostolicus Vicariatus puyoensis）的主堂。

## 外部連結
- Puyo - enjoyecuador.net. Accessed 2008-04-03.
- Puyo - thebestofecuador.com. Accessed 2008-04-03.
- Population Of Puyo. （页面存档备份，存于） Accessed 2008-04-03.

- Official website （页面存档备份，存于）